# Кармине, Майкл
Майкл Кармине (англ. Michael Carmine; 6 марта 1959, Бруклин, Нью-Йорк, США — 14 октября 1989, Нью-Йорк, Нью-Йорк, США) — американский актёр.

## Биография
Родился в Бруклине, Нью-Йорк, в пуэрто-риканской семье. Майкл окончил «Высшую Школу Исполнительских Искусств» (англ. High School of the Performing Arts) в возрасте 16 лет, и затем продолжил обучение актёрскому ремеслу в «Калифорнийском Институте Искусств» (англ. California Institute of the Arts) в Валенсии.
Актёр сыграл в эпизоде фильма «Американские горки» (англ. Rollercoaster), после чего последовали второстепенная роль в драматическом телесериале «Блюз Хилл-стрит», небольшая роль в фильме Брайана Де Пальмы «Лицо со шрамом» и роль в телесериале «Полиция Майами» — именно она привела его к первой главной роли в фильме Band of the Hand режиссёра Пола Майкла Глейзера.
Майкл Кармине был также известен благодаря главной роли (он сыграл молодого бандита Карлоса) в фильме 1987 года «Батарейки не прилагаются» наряду с такими известными актёрами, как Хьюм Кронин и Джессика Тэнди.
Актёр также снялся в фильме «Левиафан».
Майкл Кармине умер 14 октября 1989 года от сердечной недостаточности, развившейся из-за СПИДа.

## Фильмография
| Год       |   | Русское название            | Оригинальное название    | Роль                             |
| --------- | - | --------------------------- | ------------------------ | -------------------------------- |
| 1982      | с | Блюз Хилл-стрит             | Hill Street Blues        | кричащий мальчик / угонщик машин |
| 1982      | с | МЭШ                         | M*A*S*H                  | пациент                          |
| 1983      | с | ABC: Специально после школы | ABC Afterschool Specials | Вато Локо                        |
| 1985      | с | В поисках завтрашнего дня   | Search for Tomorrow      | Ролло                            |
| 1985      | ф | Вторжение в США             | Invasion U.S.A.          | Тонио                            |
| 1985—1987 | с | Полиция Майами              | Miami Vice               | Майки / Снейк                    |
| 1986      | ф | Сплочённые                  | Band of the Hand         | Рубен                            |
| 1987      | с | Криминальные истории        | Crime Story              | Луи Ривера                       |
| 1987      | ф | Батарейки не прилагаются    | *batteries not included  | Карлос                           |
| 1988      | с | Служебная командировка      | Tour Of Duty             | Руди Моралес                     |
| 1989      | ф | Левиафан                    | Leviathan                | Де Хесус                         |
| 1990      | ф | Близкий друг                | Longtime Companion       | Альберто                         |